# Affektlabilität
Affektlabilität oder affektive Labilität (auch Stimmungslabilität) ist die Bezeichnung für einen psychischen Zustand, bei dem durch geringfügige Reize rasche und starke Schwankungen der Grundstimmung auftreten. Im Gegensatz zur Affektinkontinenz ist die Stimmungsschwankung dem Betroffenen zwar bewusst, wird von diesem aber nicht als peinlich oder krankhaft erlebt.

## Charakteristika
Der affektlabile Mensch reagiert auf im Gespräch angebotene oder provozierte Affekte übermäßig (etwa mit Wutanfällen) und geht ungebremst auf diese ein. Typisch ist das rasche Umschlagen von Affekten (z. B. von Wut zu Trauer, von Trauer zu Freude), die kurze Affektdauer und die mehrfachen Affektschwankungen. Die Differenzierung der von außen ankommenden Gefühle gelingt dem Patienten nicht mehr, er ist nicht mehr imstande, seine Emotionen zu kontrollieren.

## Vorkommen
- normales Entwicklungsstadium bei Kindern
- normales persönlichkeitsgebundenes Merkmal bei Erwachsenen in passiven Situationen (Kino, Fernsehen)
- temporäres Auftreten nach Alkohol- oder Drogenkonsum
- Wochenbettdepression (Baby Blues)
- Prämenstruelles Syndrom (PMS)
- Persönlichkeitsstörungen, insbesondere bei der Emotional instabilen und Borderline-Persönlichkeitsstörung, sowie der Histrionischen Persönlichkeitsstörung
- Manie und schwächer ausgeprägt bei der Hypomanie
- Cholerisches Temperament
- Impulsivität
- Zyklothymia, manisch-depressive Mischzustände
- symptomatische Psychose
- frühe Stadien der Schizophrenie
- beginnende cerebrale Schädigung
- Symptom einer Demenz (z. B. Alzheimer-Demenz)
- Aufmerksamkeitsdefizit-/Hyperaktivitätsstörung

Affektlabilität kann auch durch organisch bedingte psychische Störungen hervorgerufen werden.

## Therapie
Das Symptom der Affektlabilität kann je nach Grunderkrankung zusätzlich mit Antidepressiva (z. B. SSRI, SNRI) behandelt werden. Es gibt auch Therapieversuche mit Stimmungsstabilisatoren (Lithium, Carbamazepin, Valproat).